# Dressleria aurorae
Dressleria aurorae là một loài thực vật có hoa trong họ Lan. Loài này được H.G.Hills & D.E.Benn. mô tả khoa học đầu tiên năm 1995.